# 남해 정지석탑
남해 정지석탑(南海 鄭地石塔)은 대한민국 경상남도 남해군 고현면 대사리에 있는, 고려시대의 석탑이다.
1983년 7월 20일 경상남도의 문화재자료 제42호 정지석탑으로 지정되었다가, 2018년 12월 20일 현재의 명칭으로 변경되었다.

## 개요
고려 우왕 9년(1383) 정지(鄭地) 장군이 관음포에서 왜구를 격파하여 전쟁에 승리한 것을 기념하기 위해 만든 탑으로, 남해지역 주민들이 손수 돌을 깎고 다듬은 것이다.
큼직한 자연바위를 받침 삼아 그 위에 탑신(塔身)을 올렸다. 탑신은 사각형 4개, 조그만 원형 1개의 몸돌과 지붕돌 5개로 번갈아 층층히 쌓아 올렸다.
소박한 모습의 탑으로, 왜구로부터 남해지방과 백성들을 구한 애국정신이 고스란이 담겨 있어 엄숙한 분위기를 느끼게 한다.

## 같이 보기
- 정지(鄭地)
- 노량해전
- 관음포
- 고현면
- 남해군

## 참고 자료
- 남해 정지석탑 - 국가유산청 국가유산포털